# Europese kampioenschappen powerlifting 1999 (heren)
De Europese kampioenschappen powerlifting 1999 voor heren waren door de European Powerlifting Federation (EPF) georganiseerde kampioenschappen voor powerlifters. De 22e editie van de Europese kampioenschappen vond plaats in het Poolse Pułtusk van 13 tot en met 16 mei 1999.

## Uitslagen
| klasse   | Goud              | Zilver             | Brons               |
| -------- | ----------------- | ------------------ | ------------------- |
| -52 kg   | Sergey Zhuravlev  | Oleksandr Degovets | Dariusz Wszoła      |
| -56 kg   | Konstantin Pavlov | Roy Brandtzæg      | Jurgen Nemeth       |
| -60 kg   | Wim Elyn          | Mikhail Andryukhin | Vladimirs Morozovs  |
| -67,5 kg | Jarosław Olech    | Hassan El Belghiti | Richard Batchelor   |
| -75 kg   | Victor Furazhkin  | Viktor Baranov     | Jan Wegiera         |
| -82,5 kg | Dmytro Solovyov   | Anthony Thornton   | Ab Bruggink         |
| -90 kg   | Andrey Tarasenko  | Sergiy Romanenko   | Andrius Gecas       |
| -100 kg  | Oleksiy Solovyov  | Pauli Rantanen     | Reiko Kruse         |
| -110 kg  | Alexey Gankov     | Volodymyr Ivanenko | Samuel Watt         |
| -125 kg  | Maksim Podtynnyy  | Victor Naleykin    | Volodymyr Muravlyov |
| +125 kg  | Maxim Gurianov    | Žydrūnas Savickas  | Vasyl Orobets       |